# 马扎尔鳄属
马扎尔鳄属（学名：Magyarosuchus）是真蜥鳄科的一属。该属首次在匈牙利的Kisgerecse Marl组发现的化石中描述。

## 下属物种
本属包括以下物种：
- 马扎尔鳄 Magyarosuchus fitosi Ösi, Young, Galácz & Rabi, 2018[2][3]